# Voksenfælden
Voksenfælden er en børnefilm fra 1988 instrueret af Ib Spang Olsen efter eget manuskript.

## Handling
Tegnefilm. Karolines mor og far har sjældent tid til at være sammen med hende. Sammen med nogle kammerater finder hun ud af, hvordan en voksen kan indfanges